# Jurij Buszman
Jurij Wjaczesławowycz Buszman, ukr. Юрій В'ячеславович Бушман (ur. 14 maja 1990 w Kijowie) – ukraiński piłkarz, grający na pozycji pomocnika.

## Kariera piłkarska

### Kariera klubowa
Wychowanek klubów Dynama Kijów oraz Widradny Kijów, barwy których bronił w juniorskich mistrzostwach Ukrainy (DJuFL). Karierę piłkarską rozpoczął w 2008 w drużynie rezerw Arsenału Kijów. Na początku 2010 został wypożyczony do Prykarpattia Iwano-Frankiwsk, w marcu 2011 do klubu Naftowyk-Ukrnafta Ochtyrka, a w sierpniu 2012 do Zirki Kirowohrad. Dopiero 2 marca 2013 w składzie Arsenału Kijów debiutował w Premier-lidze. Na początku 2014 przeszedł do klubu Czerkaśkyj Dnipro Czerkasy. Latem 2017 zmienił klub na PFK Sumy. Podczas przerwy zimowej sezonu 2017/18 wrócił do Arsenału Kijów. 4 lutego 2019 podpisał kontrakt z Kauno Žalgiris.